# Cracticus
Cracticus Vieillot, 1816 è un genere di uccelli passeriformi della famiglia Artamidae.

## Etimologia

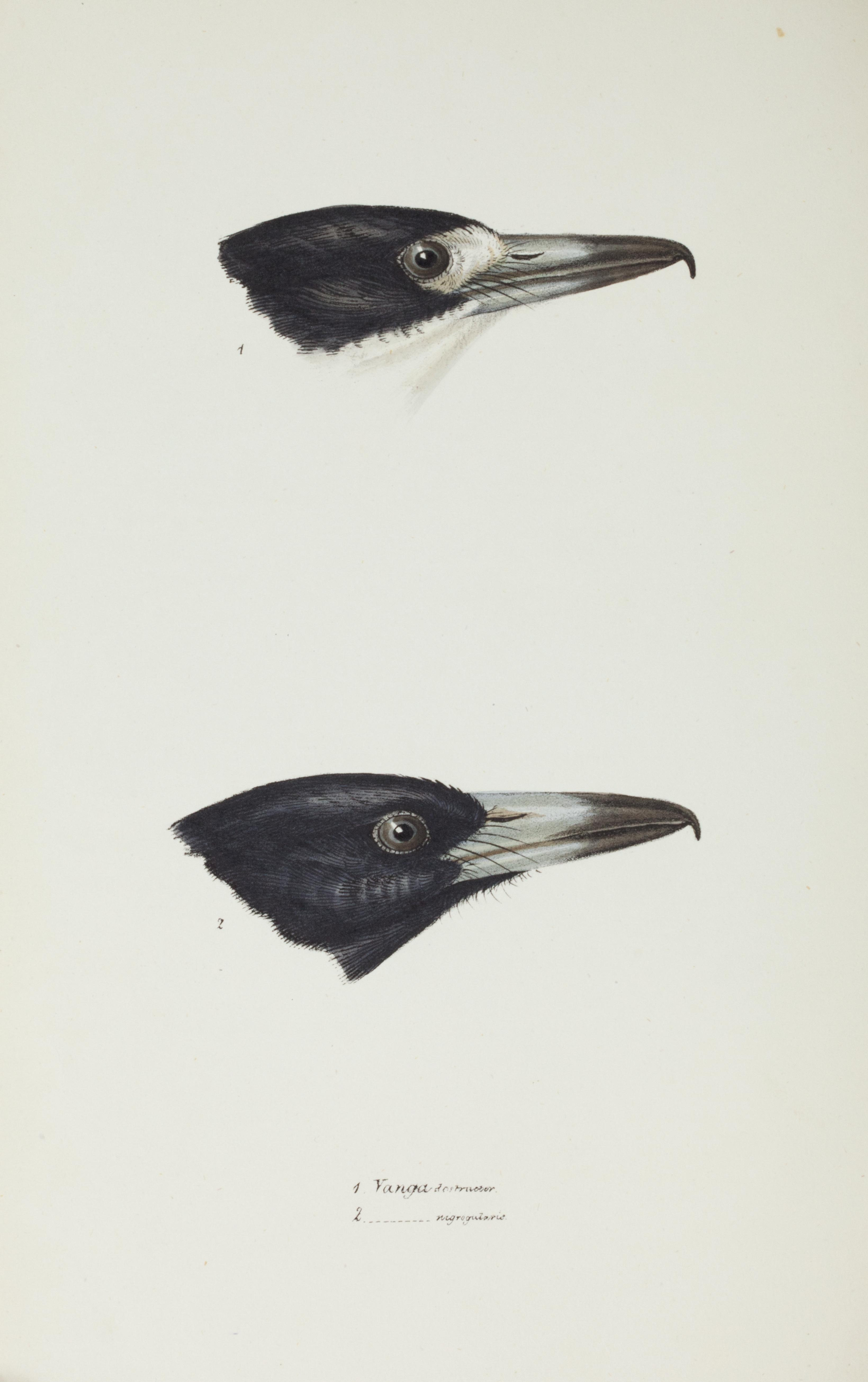
In alto C. torquatus
In basso C. nigrogularis.

Il nome scientifico del genere, Cracticus, deriva dalla parola greca κρακτικος (kraktikos, "rumoroso"), in riferimento alla loquacità di questi uccelli. Le specie ascritte al genere vengono generalmente conosciute col nome comune collettivo di uccelli beccai.

## Descrizione
Al genere vengono ascritte specie di medie dimensioni (25–35 cm di lunghezza), dall'aspetto robusto e simile a quello di un corvo, muniti di lunga coda squadrata, grossa testa con forte becco allungato e dalla punta della mandibola superiore lievemente uncinata e zampe forti e dagli artigli ricurvi.
Il piumaggio è dominato dalle tonalità del nero (generalmente presente su testa, ali e coda), del grigio (generalmente presente nell'area dorsale) e del bianco (presente su collo, petto e area ventrale), con estensione diversa a seconda della specie: una specie (l'uccello beccaio di Tagula) è quasi completamente nera. Il dimorfismo sessuale è generalmente evidente anche se non estremo, con le femmine dalla colorazione più scialba rispetto ai maschi.

## Biologia

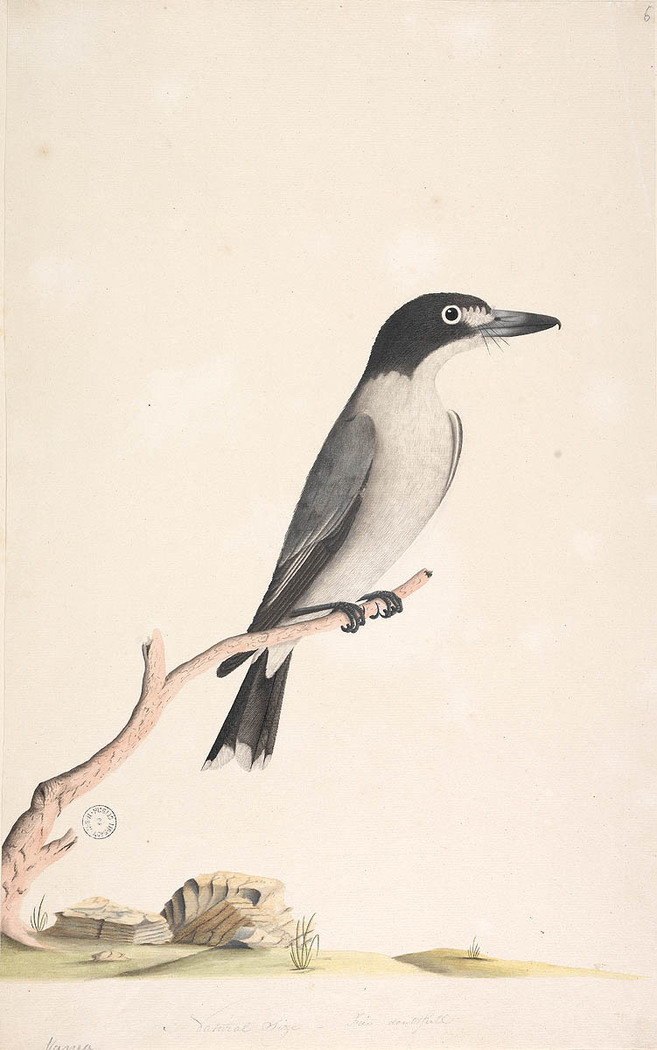
Maschio di C. torquatus

Gli uccelli beccai sono animali dalle abitudini diurne e moderatamente gregarie, che vivono in piccoli stormi passando la maggior parte del tempo su posatoi sopraelevati a osservare i dintorni alla ricerca di cibo e a difesa del proprio territorio: questi uccelli presentano un siringe ben sviluppato e sono ottimi cantori, con ambedue i sessi in grado di emettere richiami articolati e acuti per comunicare fra loro e coi conspecifici.
La dieta di questi uccelli è composta in massima parte da grossi insetti ed altri artropodi, che vengono catturati planando su di essi dall'alto: questi uccelli catturano anche piccoli vertebrati.

Una caratteristica peculiare degli uccelli beccai, che frutta loro il nome comune e li accomuna con la loro controparte "continentale" (ossia le averle), è quella di utilizzare rametti appuntiti e spine dei rami di qualche albero o cespuglio per infilzare le prede, lasciandole a bella posta per consumarle in seguito o per far colpo su un partner.
La riproduzione è stata descritta solo per alcune specie: essa avviene verso la fine della stagione secca e, sebbene si tratti di uccelli monogami, coinvolge (tranne che nelle specie tipiche della foresta pluviale, dove i partner si isolano) oltre alla coppia riproduttrice anche gli altri membri dello stormo, che collaborano nella cova delle 2-5 uova e nell'allevamento della prole.

## Distribuzione e habitat

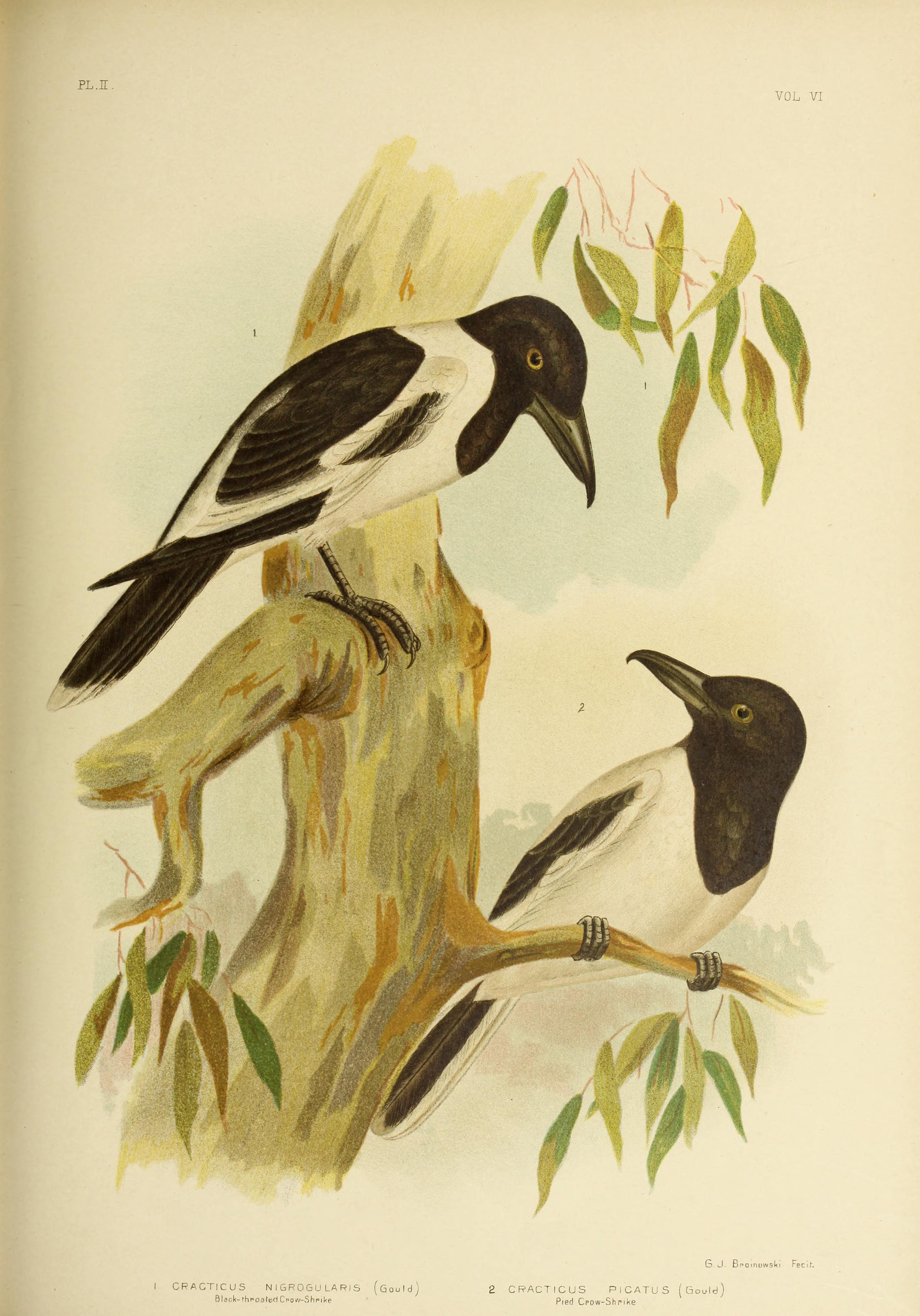
C. nigrogularis.

La maggior parte delle specie di uccello beccaio è diffusa in porzioni più o meno estese dell'Australia, tranne una specie (l'uccello beccaio dal cappuccio) diffusa in Nuova Guinea e nelle isole circonvicine, una (l'uccello beccaio dorsonero) diffusa su ambedue le sponde dello Stretto di Torres e un endemismo insulare di ambiente ristretto (uccello beccaio di Tagula).
L'habitat di questi uccelli spazia dalla foresta pluviale alle zone cespugliose semiaride, ma tutte le specie sono accomunate dalla necessità di avere nel proprio territorio di residenza almeno un posatoio elevato dal quale sorvegliare i dintorni. Come i simili corvi, anche gli uccelli beccai hanno tratto vantaggio dalla presenza dell'uomo, insediandosi nelle aree suburbane ed adattandosi a nutrirsi anche di rifiuti.

## Tassonomia
Al genere vengono ascritte sei specie:
Genere Cracticus
- Cracticus torquatus (Latham, 1801) - uccello beccaio grigio
- Cracticus argenteus Gould, 1841 - uccello beccaio dorsoargenteo
- Cracticus mentalis Salvadori & d'Albertis, 1875 - uccello beccaio dorsonero
- Cracticus nigrogularis (Gould, 1837) - uccello beccaio bianconero
- Cracticus cassicus (Boddaert, 1783) - uccello beccaio dal cappuccio
- Cracticus louisiadensis Tristram, 1889 - uccello beccaio di Tagula

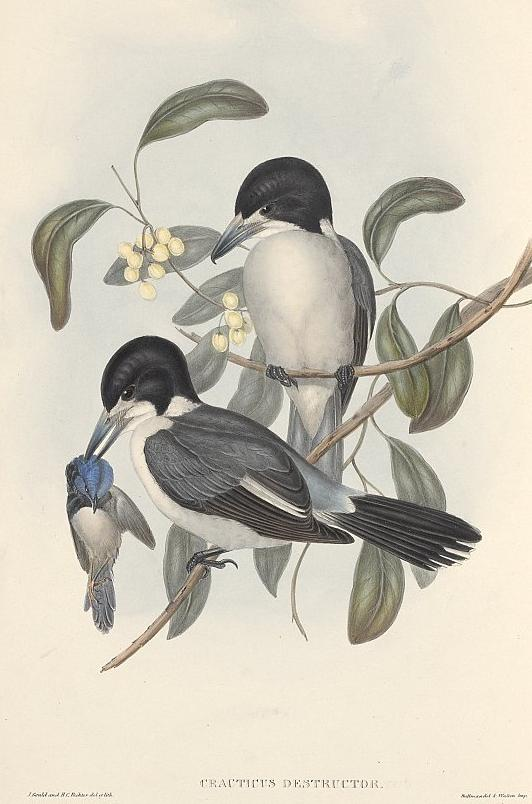
C. torquatus
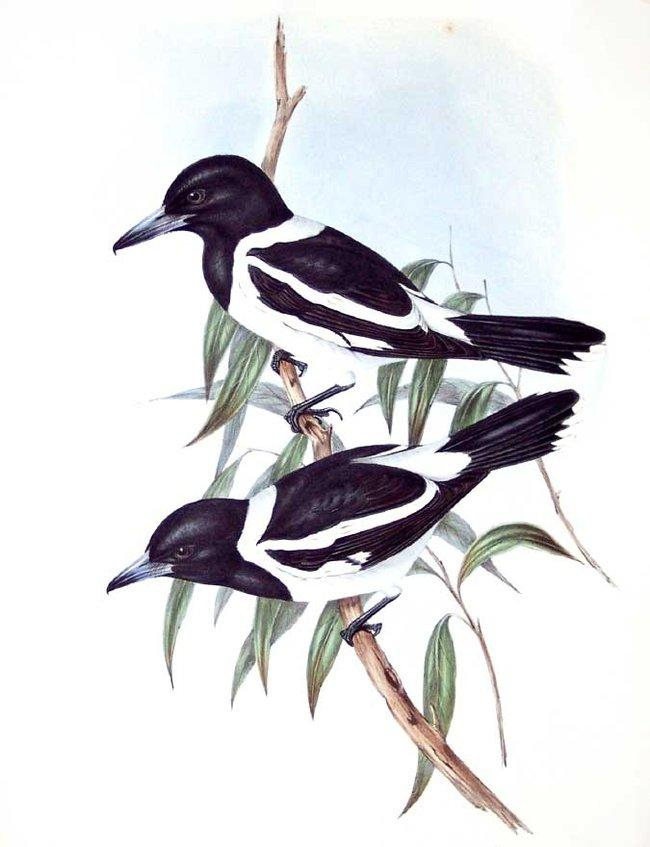
C. nigrogularis
C. cassicus

In passato, al genere venivano ascritti anche l'uccello beccaio nero (col nome di C. quoyi) e la gazza australiana (col nome di C. tibicen), attualmente invece classificati in due generi monotipici (rispettivamente Melloria e Gymnorhina) che rappresentano due taxa fratelli. Talvolta, l'uccello beccaio dorsoargenteo viene considerato una sottospecie dell'uccello beccaio grigio, ma attualmente si preferisce separare le due popolazioni: queste due specie, assieme all'uccello beccaio dorsonero, formano un clade ben distinto rispetto alle altre, talvolta reso come genere, Bulestes, parallelo al clade uccello beccaio bianconero-uccello beccaio testanera-uccello beccaio di Tagula (con le ultime due specie che sono a loro volta taxa fratelli), sebbene anche in seno a tale clade permanga la distinzione delle tre specie.